# Zamenis lineatus
Espèce
Synonymes
- Callopeltis longissimus var. lineata Camerano, 1891
- Elaphe lineata (Camerano, 1891)

Statut de conservation UICN

 DD  : Données insuffisantes
Zamenis lineatus  est une espèce de serpents de la famille des Colubridae.

## Répartition

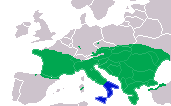
bleu : Zamenis lineatus
vert : Zamenis longissimus

Cette espèce est endémique du Sud de l'Italie, Sicile comprise.

## Étymologie
Le nom spécifique lineatus vient du latin lineatus, rayé, en référence à l'aspect de ce serpent.

## Publication originale
- Camerano, 1891 : Monografia degli Ofidi italiani. Parte II. Colubridi. Memorie della Reale Accademia delle Scienze di Torino, sér. 2, vol. 41, no 2, p. 403-469 (texte intégral).